# Telge Energi
Telge Energi var ett svenskt elhandelsbolag med säte i Södertälje.  Företaget grundades 1994 av Södertälje kommun och ingick i Telgekoncernen. 
Verksamheten omfattade försäljning av elavtal, produktionsavtal, solceller, batterier och laddstolpar för elbil till privatpersoner och företag över hela Sverige. Telge Energi hade starkt fäste i Stockholmsregionen och rankades flertalet gånger högt i Svensk Kvalitetsindex SKI Energi, exempelvis en fjärdeplats år 2023, 6,5 punkter över branschsnittet .
År 2023 bytte Telge Energi ägare då Fortum köpte företaget av Telge AB.
Telge Energis tidiga period präglades av att erbjuda konkurrenskraftiga priser. 2008 började företaget att sälja enbart förnybar el och drev samtidigt aktivt på hela branschen att utesluta fossila bränslen. Under åren har Telge Energi deltagit i flera initiativ för att driva på klimatomställningen, däribland Solupproret  för att sänka skatten på förnybar el. Som en led i arbetet för att stötta klimatomställningen instiftade Telge Energi år 2016 Children's Climate Prize. Under den senare tiden i bolagets historia skiftades fokus till att ge kunder möjligheter att göra smarta val på elmarknaden, genom produktutvecklingar, kundrelationshantering och Telge Energi-appen. 
I oktober 2024 gick Telge Energi och Fortum samman under varumärket Fortum.